# أود داهل
أود داهل (بالنرويجية البوكمول: Odd Dahl)‏ هو طيار وفيزيائي ومهندس نرويجي، ولد في 3 نوفمبر 1898 في درامن في النرويج، وتوفي في 2 يونيو 1994 في برغن في النرويج.